# Adelina (opera)
Adelina è un'opera lirica composta da Luigi Sozzi nel 1879 che debuttò al Teatro Sociale di Lecco il 30 settembre 1879. Il libretto, di Antonio Ghislanzoni, tratta dello stesso soggetto de La Savoiarda di Amilcare Ponchielli. L'opera ebbe un buon successo di pubblico e recensioni favorevoli di Filippo Filippi e Amintore Galli.

## Personaggi
Personaggi e interpreti della prima assoluta
- Enrico: Carlo Pizzorni
- Donato: Vincenzo De Pasqualis
- Adelina: Lena Bordato
- Eugenia: Marietta Ambros
- Pietro: Antonio Bagagiolo